# Condado de Dubrovnik-Neretva
Dubrovnik-Neretva é um condado do sul da Croácia, com sede na cidade de Dubrovnik. Localiza-se na zona mais meridional do país e tem 1782 km² e 122 870 habitantes de acordo com o censo de 2001.

## Divisão administrativa
O Condado está dividido em 5 Cidades e 17 Municípios.
As cidades são:
- Dubrovnik
- Korčula
- Metković
- Opuzen
- Ploče

As municípios são:
- Blato
- Dubrovačko primorje
- Janjina
- Konavle
- Kula Norinska
- Lastovo
- Lumbarda
- Mljet
- Orebić
- Pojezerje
- Slivno
- Smokvica
- Ston
- Trpanj
- Vela Luka
- Zažablje
- Župa dubrovačka